# Liste der Biografien/Rii
Liste der Biografien |
Portal Biografien |
Personensuche
# |
A |
B |
C |
D |
E |
F |
G |
H |
I |
J |
K |
L |
M |
N |
O |
P |
Q |
R |
S |
T |
U |
V |
W |
X |
Y |
Z |
?
 
Ra |
Rb |
Rd |
Re |
Rh |
Ri |
Rj |
Rk |
Rl |
Rm |
Rn |
Ro |
Rr |
Rs |
Rt |
Ru |
Rv |
Rw |
Rx |
Ry |
Rz
 
Ria |
Rib |
Ric |
Rid |
Rie |
Rif |
Rig |
Rih |
Rii |
Rij |
Rik |
Ril |
Rim |
Rin |
Rio |
Rip |
Riq |
Rir |
Ris |
Rit |
Riu |
Riv |
Riw |
Rix |
Riy |
Riz
Die Liste der Biografien führt alle Personen auf, die in der deutschsprachigen Wikipedia einen Artikel haben. Dieses ist eine Teilliste mit 50 Einträgen von Personen, deren Namen mit den Buchstaben „Rii“ beginnt.

## Rii

### Riib
- Riiber, Harald Johnas (* 1995), norwegischer Nordischer Kombinierer
- Riiber, Jarl Magnus (* 1997), norwegischer Nordischer Kombinierer
- Riiber, John (* 1965), norwegischer Nordischer Kombinierer
- Riiber, Lars Harald, norwegischer Poolbillardspieler

### Riih
- Riihelä, Pasi (* 1975), finnischer Basketballspieler
- Riihijärvi, Juha (* 1969), finnischer Eishockeyspieler
- Riihijärvi, Teemu (* 1977), finnischer Eishockeyspieler
- Riihilahti, Aki (* 1976), finnischer Fußballspieler
- Riihimäki, Pauli (1916–1979), finnischer Ringer
- Riihiranta, Heikki (* 1948), finnischer Eishockeyspieler und -funktionär
- Riihivuori, Hilkka (* 1952), finnische Skilangläuferin

### Riik
- Riikola, Juuso (* 1993), finnischer Eishockeyspieler
- Riikonen, Lauri (1900–1973), finnischer Politiker, Mitglied des Reichstags, Vize-Minister und Gouverneur

### Riil
- Riili, Jenefer (* 1992), deutsche TV-Darstellerin und Influencerin

### Riin
- Riina, Salvatore (1930–2017), italienischer Mafia-BossSalvatore Riina (1930–2017)

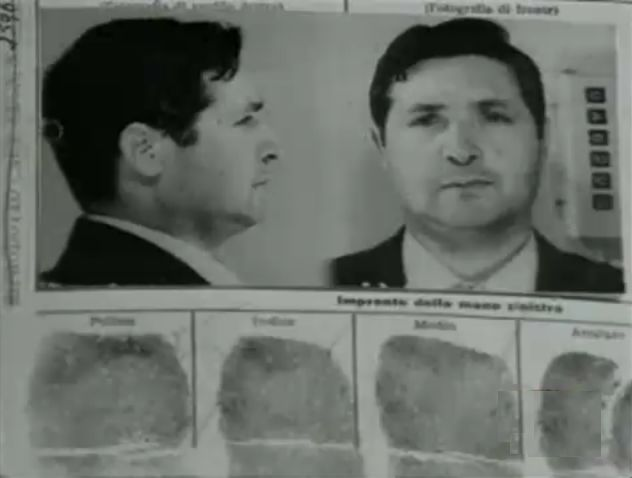
Salvatore Riina (1930–2017)

### Riio
- Riionheimo, Helka (* 1967), Linguistin und Hochschullehrerin an der Universität Ostfinnland

### Riip
- Riipi, Katja (* 1975), finnische Eishockeyspielerin
- Riipinen, Ale (1883–1957), finnischer Turner
- Riipinen, Mikko (* 1987), schwedischer Basketballtrainer und -spieler

### Riis
- Riis Jakobsen, Emil (* 1998), dänischer Fußballspieler
- Riis, Anne-Grethe Bjarup (* 1965), dänische Schauspielerin und Regisseurin
- Riis, Asbjørn (* 1957), dänischer Wrestler, Filmschauspieler und Bodybuilder
- Riis, Bjarne (* 1964), dänischer Radrennfahrer und TeammanagerBjarne Riis (* 1964)

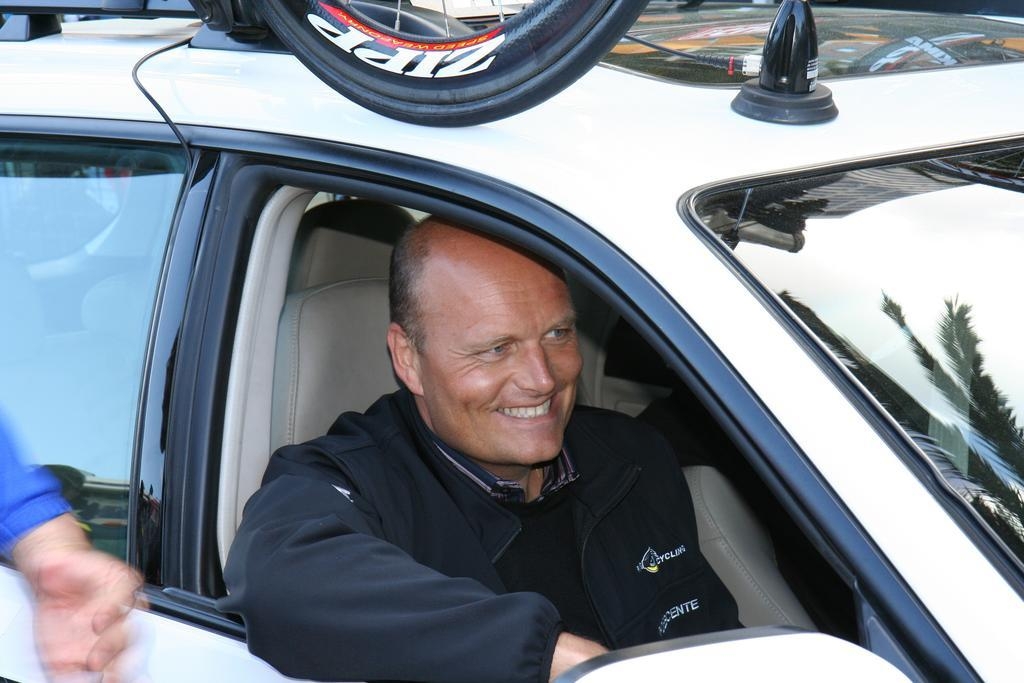
Bjarne Riis (* 1964)

- Riis, Claus Pavels (1826–1886), norwegischer Dichter
- Riis, Hilde (* 1959), norwegische Skilangläuferin
- Riis, Jacob August (1849–1914), US-amerikanischer Fotograf
- Riis, Kristian (* 1997), dänischer Fußballspieler
- Riis, Kristine (* 1982), norwegische Schauspielerin und Komikerin
- Riis, Poul Jørgen (1910–2008), dänischer Klassischer Archäologe und Etruskologe
- Riis, Thomas (* 1941), dänischer Historiker
- Riis-Johannessen, Kristina (* 1991), norwegische Skirennläuferin
- Riis-Johansen, Terje (* 1968), norwegischer Politiker, Mitglied des Storting
- Riis-Jørgensen, Karin (* 1952), dänische Politikerin, Mitglied des Folketing, MdEP, Rechtsanwältin
- Riis-Magnussen, Adolf (1883–1950), dänischer Organist und Komponist
- Riisager, Knudåge (1897–1974), dänischer Komponist
- Riisager, Merete (* 1976), dänische Politikerin (Liberal Alliance), Abgeordnete im Folketing
- Riisalo, Signe (* 1968), estnische Politikerin
- Riisalo, Tiit (* 1967), estnischer Politiker
- Riise, A. H. (1810–1882), dänischer Apotheker und Fabrikant
- Riise, Bjørn Helge (* 1983), norwegischer Fußballspieler
- Riise, Frederik (1863–1933), dänischer Fotograf
- Riise, Hege (* 1969), norwegische FußballspielerinHege Riise (* 1969)

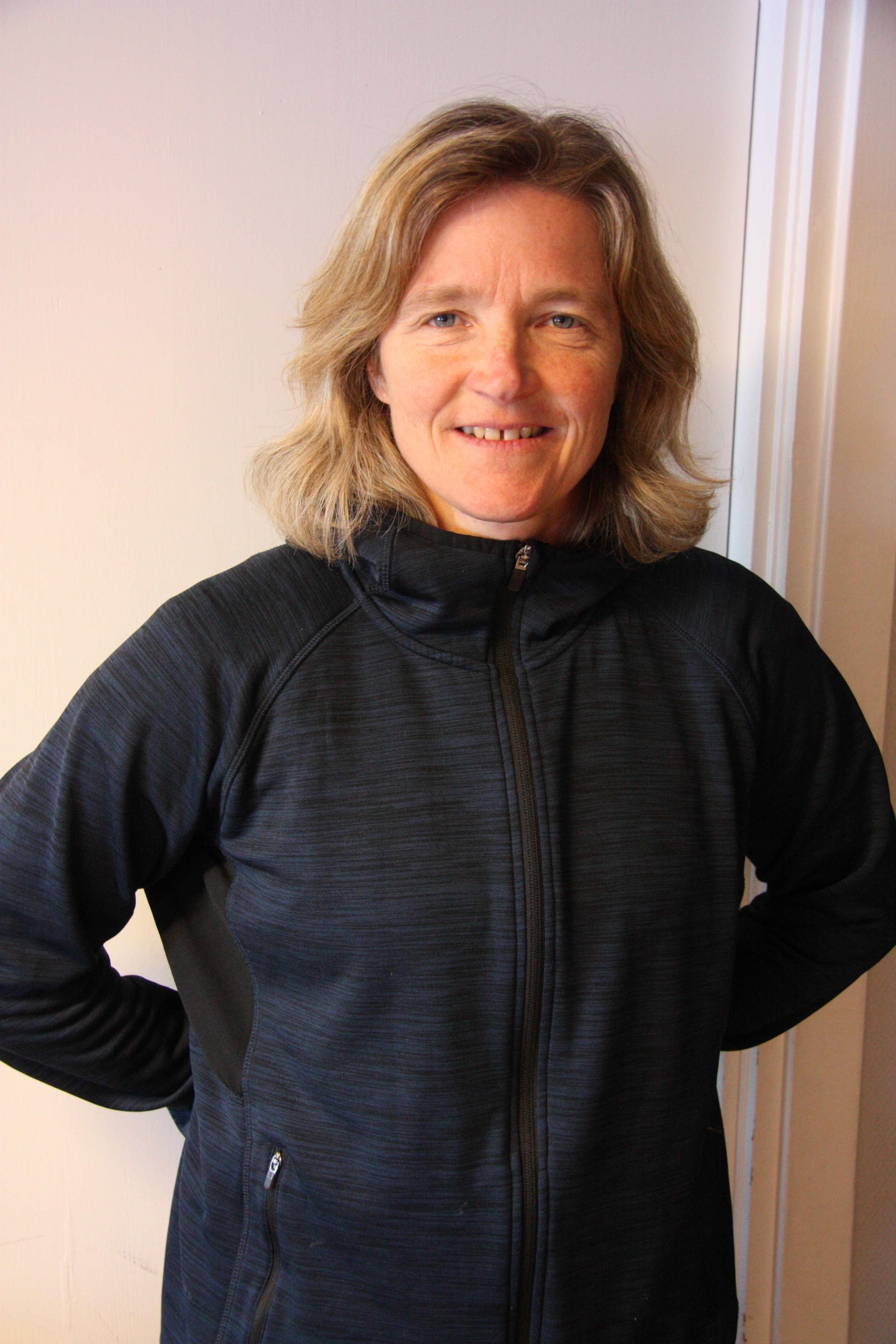
Hege Riise (* 1969)

- Riise, John Arne (* 1980), norwegischer Fußballspieler
- Riise, Kristian Tonning (* 1988), norwegischer Politiker
- Riise, Marius (* 1974), norwegischer Handballspieler
- Riiser-Larsen, Hjalmar (1890–1965), norwegischer Luftfahrtpionier, Polarforscher und Geschäftsmann
- Riismaa, Kaur (* 1986), estnischer Schriftsteller
- Riisman, Mait (1956–2018), sowjetischer Wasserballspieler und estnischer -trainer
- Riisnæs, Knut (1945–2023), norwegischer Jazzmusiker
- Riisnæs, Odd (* 1953), norwegischer Jazz-Saxophonist (Tenor- und Sopransaxophon) und Pianist